# Myōkō (cruzador)
O Myōkō (妙高) foi um cruzador pesado operado pela Marinha Imperial Japonesa e a primeira embarcação da Classe Myōkō, seguido pelo Nachi, Haguro e Ashigara. Sua construção começou em outubro de 1924 no Arsenal Naval de Yokosuka e foi lançado ao mar em abril de 1927, sendo comissionado na frota japonesa em julho de 1929. Era armado com uma bateria principal de dez canhões de 203 milímetros montados em cinco torres de artilharia duplas, tinha um deslocamento de quase quinze mil toneladas e conseguia alcançar uma velocidade máxima de 35 nós.
O Myōkō teve uma carreira sem incidentes durante seus primeiros anos de serviço. Ele foi designado para servir nos distritos navais de Kure e Sasebo junto com seus três irmãos, formando a 4ª Divisão da 3ª Frota. Suas atividades na década de 1930 consistiram principalmente de exercícios e treinamentos de rotina. Ele passou por uma reforma em 1936 em que seus armamentos secundários foram reformulados. Depois de voltar ao serviço, o cruzador deu apoio em maio de 1938 para desembarques anfíbios em Amoy, durante a Segunda Guerra Sino-Japonesa.
Na Segunda Guerra Mundial, ele participou da invasão das Filipinas em dezembro de 1941 e no ano seguinte esteve presente nas batalhas do Mar de Java, Mar de Coral e Midway, além de em várias operações na Campanha de Guadalcanal. Ele passou a maior parte de 1943 e 1944 navegando entre diferentes bases, mas participou das batalhas do Mar das Filipinas em junho do Golfo de Leyte em outubro. Foi torpedeado em dezembro e seus danos foram considerados irreparáveis, sendo tomado pelo Reino Unido depois da guerra e afundado em julho de 1946.